# Liste der Naturdenkmale in Nuthe-Urstromtal

Wappen von Nuthe-Urstromtal

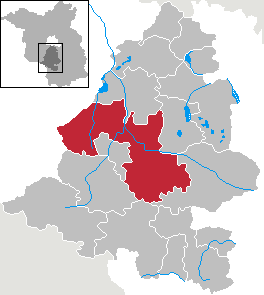
Lage von Nuthe-Urstromtal

Die Liste der Naturdenkmale in Nuthe-Urstromtal enthält die Naturdenkmale der brandenburgischen Gemeinde Nuthe-Urstromtal und ihrer Ortsteile, welche durch Rechtsverordnung geschützt sind. Naturdenkmäler sind Einzelschöpfungen der Natur, deren Erhaltung wegen ihres beeindruckenden Aussehen, ihrer Seltenheit, ihren Alter oder ihrer Eigenart sowie ihrer ökologischen, wissenschaftlichen, geschichtlichen, volks- oder heimatkundlichen Bedeutung im öffentlichen Interesse liegt oder den Landschaftsraum prägen. Grundlage sind die Veröffentlichungen des Landkreises Teltow-Fläming, wo durch die entsprechenden staatlichen Behörden per Rechtsverordnung oder Gesetz die Naturdenkmale festgesetzt wurden. Dabei wird durch die Festsetzung in 4 verschiedene Kategorien unterschieden:
- Bäume - „Bäume, Baumreihen, Baumgruppen, Alleen, Relikte natürlicher Wälder“[3]
- Findlinge[4]
- Naturdenkmal nass - „Hohlformen, Quellen/Salzaustritte, Moore, Moorseen, Feuchtwiesen, natürliche Bachläufe“[5]
- Naturdenkmal trocken - „Erosionsrinnen, Trockentäler, Dünen, Trockenhänge, Heiden, Erdfälle, Trockenrasen“[6]

## Legende
In den Spalten befinden sich folgende Informationen:
- Nr.: Identifizierungsnummer nach veröffentlichter Liste. Sie wird von der unteren Naturschutzbehörde des Landkreises oder der kreisfreien Stadt vergeben. Wenn sie bekannt ist, wird sie angegeben. In dieser Spalte kann sich zusätzlich das Wort Wikidata befinden, der entsprechende Link führt zu Angaben zu diesem Naturdenkmal bei Wikidata.
- Bezeichnung: Benennung des Naturdenkmals, in der Regel wird bei Bäume die Baumart genannt. Bekannte Eigennamen werden mit angegeben.
- Gemarkung: Ort oder Gemarkung, in der sich das Naturdenkmal befindet
- Lage: Nennt die Lage des Naturdenkmals im jeweiligen Ortsteil und die geografischen Koordinaten des Naturdenkmals. Link zu einem Kartenansichtstool, um Koordinaten zu setzen. In der Kartenansicht sind Naturdenkmale ohne Koordinaten mit einem roten beziehungsweise orangen Marker dargestellt und können in der Karte gesetzt werden. Denkmale ohne Bild sind mit einem blauen bzw. roten Marker gekennzeichnet, Denkmale mit Bild mit einem grünen beziehungsweise orangen Marker.
- Beschreibung: die Beschreibung des Naturdenkmales
- Schutzzweck: Erläutert den Grund der Unterschutzstellung
- Bild: Zeigt ein Bild des Naturdenkmales und gegebenenfalls ein Link zu weiteren Fotos im Medienarchiv Wikimedia Commons

## Ahrensdorf

### Bäume
| Bild                                    | Bezeichnung  | Lage                                                                 | Beschreibung | Schutzzweck                                                           | Nummer                                  |
| --------------------------------------- | ------------ | -------------------------------------------------------------------- | ------------ | --------------------------------------------------------------------- | --------------------------------------- |
| Direkt Bild zu diesem Denkmal hochladen | Eiche (Baum) | Ahrensdorf, Pflegeheim, am Teich; Flur 1, Flurstück 151 ()           | ehemalig     | Eigenart (Alter), Schönheit (Landschaftsbild)                         | Blattnummer: 197, Registernummer: B0261 |
| Direkt Bild zu diesem Denkmal hochladen | Eiche (Baum) | Ahrensdorf, 0,3 km SO Pflegeheim; Flur 1, Flurstück 127/2 ()         | ehemalig     | Eigenart (Alter, Größe), Schönheit (Landschaftsbild)                  | Blattnummer: 185, Registernummer: B0885 |
| Direkt Bild zu diesem Denkmal hochladen | Eiche (Baum) | Ahrensdorf, NW Pflegeheim, STeil Priedeltal; Flur 1, Flurstück 26 () | ehemalig     | Eigenart (Alter, Größe, Ausbildungsform), Schönheit (Landschaftsbild) | Blattnummer: 187, Registernummer: B0895 |

## Berkenbrück

### Bäume
| Bild                                    | Bezeichnung                         | Lage | Beschreibung | Schutzzweck                                           | Nummer                                  |
| --------------------------------------- | ----------------------------------- | --- | ------------ | ----------------------------------------------------- | --------------------------------------- |
| Direkt Bild zu diesem Denkmal hochladen | Eiche (Baum)                        | Berkenbrück, WSW Ort, O Verbindungsgraben zw. kl. u. gr. Torfsee, mittig; Flur 3, Flurstück 178 ()                                   | ehemalig     | Eigenart (Alter, Größe), Schönheit (Landschaftsbild)  | Blattnummer: 208, Registernummer: B0034 |
| BW                                      | Hainbuche (Carpinus betulus) (Baum) | Berkenbrück, 0,5 km S Ortsrand, Weg nach Gottsdorf, Waldrand vor dem Friedhof; Flur 3, Flurstück 131 (52° 8′ 7,8″ N, 13° 6′ 55,9″ O) |              | Eigenart (Alter, Größe), Seltenheit (als Solitärbaum) | Blattnummer: 136, Registernummer: B0879 |

## Dobbrikow

### Bäume
| Bild                                    | Bezeichnung                                     | Lage | Beschreibung | Schutzzweck                                                           | Nummer                                  |
| --------------------------------------- | ----------------------------------------------- | --- | ------------ | --------------------------------------------------------------------- | --------------------------------------- |
| Fotos hochladen                         | Hohle Eiche - Stieleiche (Quercus robur) (Baum) | Dobbrikow, 1,4 km NNO Kirche; Flur 2, Flurstück 51 (52° 10′ 28″ N, 13° 4′ 26″ O)                               |              | Eigenart (Alter-weit ü. wirt. Nutzalter, Größe, Ausbildungsform)      | Blattnummer: 139, Registernummer: B0136 |
| BW                                      | Stieleiche (Quercus robur) (Baum)               | Dobbrikow, 2,6 km ONO Kirche, 0,5 km O ehem. Försterei; Flur 2, Flurstück 51 (52° 11′ 10,6″ N, 13° 4′ 39,1″ O) |              | Eigenart (Alter-weit ü. wirt. Nutzalter, Größe)                       | Blattnummer: 143, Registernummer: B0137 |
| BW                                      | Traubeneiche (Quercus petrea) (Baum)            | Dobbrikow, 1,0 km W Kirche, Dobbrikower Weinberg; Flur 5, Flurstück 145 (52° 9′ 55″ N, 13° 2′ 59,5″ O)         |              | Eigenart (Alter-weit ü. wirt. Nutzalter, Ausbildungsform), Seltenheit | Blattnummer: 141, Registernummer: B0138 |
| Direkt Bild zu diesem Denkmal hochladen | Vier Eichen (Baumreihe)                         | Dobbrikow, 2,5 km NNO Kirche, 0,2 km S Forsthaus; Flur 2, Flurstück 51 ()                                      | ehemalig     | Eigenart (Alter, Größe), Schönheit (Landschaftsbild)                  | Blattnummer: 217, Registernummer: B0139 |
| Direkt Bild zu diesem Denkmal hochladen | Eiche (Baum)                                    | Dobbrikow, am Vordersee Höhe Landschulheim; Flur 5, Flurstück 120 ()                                           | ehemalig     | Eigenart (Alter, Größe, Ausbildungsform), Schönheit (Landschaftsbild) | Blattnummer: 196, Registernummer: B0262 |
| Direkt Bild zu diesem Denkmal hochladen | Eiche (Baum)                                    | Dobbrikow, Dorfstraße, Grundstück Nr. 79, Grünfläche am Straßenrand; Flur 4, Flurstück 55 ()                   | ehemalig     | Schönheit (Ortsbild)                                                  | Blattnummer: 160, Registernummer: B0554 |

### Findlinge
| Bild | Bezeichnung | Lage                                                                                            | Beschreibung | Schutzzweck                | Nummer                                 |
| ---- | ----------- | ----------------------------------------------------------------------------------------------- | ------------ | -------------------------- | -------------------------------------- |
| BW   | Mühlenstein | Dobbrikow, Mühlenstraße Ecke Forsthausweg; Flur 3, Flurstück 83 (52° 10′ 4,4″ N, 13° 4′ 0,1″ O) |              | naturgeschichtliche Gründe | Blattnummer: 13, Registernummer: F0949 |

### Naturdenkmale Nass
| Bild | Bezeichnung                 | Lage                                                                                       | Beschreibung | Schutzzweck                | Nummer                                 |
| ---- | --------------------------- | ------------------------------------------------------------------------------------------ | ------------ | -------------------------- | -------------------------------------- |
| BW   | Teufelssee (Hohlform, Moor) | Dobbrikow, 1,5 km O Kirche; Flur 5, Flurstück 158, 159, 161 (52° 9′ 51,3″ N, 13° 2′ 23″ O) |              | naturgeschichtliche Gründe | Blattnummer: 59, Registernummer: N0079 |

### Naturdenkmal Trocken
| Bild | Bezeichnung                         | Lage | Beschreibung | Schutzzweck                | Nummer                                |
| ---- | ----------------------------------- | --- | ------------ | -------------------------- | ------------------------------------- |
| BW   | Dobbrikower Weinberg (Trockenrasen) | Dobbrikow, 0,75 km O Kirche, W Landschulheim; Flur 5, Flurstück 143-146 (52° 9′ 53,6″ N, 13° 3′ 2,3″ O) |              | naturgeschichtliche Gründe | Blattnummer: 7, Registernummer: T0349 |

## Dümde

### Bäume
| Bild                                    | Bezeichnung                        | Lage                                  | Beschreibung | Schutzzweck                                     | Nummer                                  |
| --------------------------------------- | ---------------------------------- | ------------------------------------- | ------------ | ----------------------------------------------- | --------------------------------------- |
| Direkt Bild zu diesem Denkmal hochladen | Luthereiche und Linde (Baumgruppe) | Dümde, Anger; Flur 2, Flurstück 57 () | ehemalig     | Schönheit (Ortsbild), Landeskundliche Bedeutung | Blattnummer: 216, Registernummer: B0141 |

## Felgentreu

### Bäume
| Bild | Bezeichnung                                      | Lage                                                                                              | Beschreibung | Schutzzweck                       | Nummer                                  |
| ---- | ------------------------------------------------ | ------------------------------------------------------------------------------------------------- | ------------ | --------------------------------- | --------------------------------------- |
| BW   | Zwillings-Ulme Flatterulme (Ulmus laevis) (Baum) | Felgentreu, 1,2 km NO Ortsrand, S Voßgraben; Flur 2, Flurstück 1 (52° 6′ 18,1″ N, 13° 0′ 28,2″ O) |              | Eigenart (Alter, besondere Größe) | Blattnummer: 145, Registernummer: B0143 |

## Frankenförde

### Bäume
| Bild | Bezeichnung                      | Lage                                                                                                 | Beschreibung | Schutzzweck                                   | Nummer                                  |
| ---- | -------------------------------- | --- | ------------ | --------------------------------------------- | --------------------------------------- |
| BW   | Stieleiche (Quercus robur), Baum | Frankenförde, Frankenförde, Dorfanger, W Kirche; Flur: 2 Flurst.: 41 (52° 6′ 1,5″ N, 13° 4′ 20,6″ O) |              | Eigenart (Alter, Größe), Schönheit (Ortsbild) | Blattnummer: 146, Registernummer: B0148 |

## Gottow

### Bäume
| Bild                                    | Bezeichnung                       | Lage | Beschreibung | Schutzzweck                                                | Nummer                                  |
| --------------------------------------- | --------------------------------- | --- | ------------ | ---------------------------------------------------------- | --------------------------------------- |
| Direkt Bild zu diesem Denkmal hochladen | Ulme (Baum)                       | Gottow, Grundstück Schwechten (Falke), Haus-Nr. 70, Platz d. ehem. Hüttenwerkes; Flur 3, Flurstück 75/2 () | ehemalig     | Eigenart (Alter, Größe), Seltenheit                        | Blattnummer: 195, Registernummer: B0264 |
| Direkt Bild zu diesem Denkmal hochladen | Linde (Baum)                      | Gottow, Dorfstr., auf Grundstück Nr. 69; Flur 3, Flurstück 75/2 ()                                         | ehemalig     | Eigenart (Alter, Größe)                                    | Blattnummer: 194, Registernummer: B0265 |
| BW                                      | Stieleiche (Quercus robur) (Baum) | Gottow, Dorfstraße, auf Grundstück Nr. 68; Flur 3, Flurstück 75/2 (52° 5′ 18,2″ N, 13° 15′ 50,9″ O)        |              | Eigenart (Alter, Größe), Schönheit (Ortsbild)              | Blattnummer: 148, Registernummer: B0266 |
| Direkt Bild zu diesem Denkmal hochladen | Eiche (Baum)                      | Gottow, Dorfstraße, ggü. Grundstück Nr. 68; Flur 3, Flurstück 69 ()                                        | ehemalig     | Eigenart (Alter), Schönheit (Ortsbild), Seltenheit (lokal) | Blattnummer: 161, Registernummer: B0555 |

## Gottsdorf

### Bäume
| Bild                                    | Bezeichnung     | Lage                                                                             | Beschreibung | Schutzzweck                                                    | Nummer                                  |
| --------------------------------------- | --------------- | -------------------------------------------------------------------------------- | ------------ | -------------------------------------------------------------- | --------------------------------------- |
| Direkt Bild zu diesem Denkmal hochladen | Pappel (Baum)   | Gottsdorf, Schulanger zwischen Str. und Graben; Flur 3, Flurstück 34, 33 ()      | ehemalig     | Eigenart (Alter, Größe), Schönheit (Ortsbild), Seltenheit      | Blattnummer: 188, Registernummer: B0251 |
| Direkt Bild zu diesem Denkmal hochladen | Kastanie (Baum) | Gottsdorf, Obermühle; Flur 3, Flurstück 128 (hist. 48) ()                        | ehemalig     | Eigenart (Alter, Größe, Ausbildungsform), Schönheit (Ortsbild) | Blattnummer: 190, Registernummer: B0252 |
| Direkt Bild zu diesem Denkmal hochladen | Eiche (Baum)    | Gottsdorf, 1,2 km NO Ortsrand, N Klinkenmühle; Flur 1, Flurstück 39 ()           | ehemalig     | Eigenart (Alter, Größe, Ausbildungsform)                       | Blattnummer: 169, Registernummer: B0253 |
| Direkt Bild zu diesem Denkmal hochladen | Erle (Baum)     | Gottsdorf, 1,1 km SSO Ortsrand, O Wildpark Frankenförde; Flur 3, Flurstück 81 () | ehemalig     | Eigenart (Ausbildungsform), Schönheit (Landschaftsbild)        | Blattnummer: 198, Registernummer: B0254 |

## Hennickendorf

### Bäume
| Bild                                    | Bezeichnung                                     | Lage | Beschreibung | Schutzzweck                                                                  | Nummer                                  |
| --------------------------------------- | ----------------------------------------------- | --- | ------------ | ---------------------------------------------------------------------------- | --------------------------------------- |
| BW                                      | Eichenzwiesel Stieleiche (Quercus robur) (Baum) | Hennickendorf, 50 m O Weg nach Stangenhagen, kurz vor Gemeindegrenze; Flur 2, Flurstück 1 (52° 11′ 29,7″ N, 13° 6′ 50,5″ O)    |              | Eigenart (Alter, Größe, Ausbildungsform), Schönheit (Landschaftsbild)        | Blattnummer: 152, Registernummer: B0150 |
| Direkt Bild zu diesem Denkmal hochladen | Eiche (Baum)                                    | Hennickendorf, 3,4 km NO Kirche, S Strassgraben, Weg nach Schönhagen; Flur 2, 3, Flurstück 92 (hist. 18) bzw. 155(hist. 88) () | ehemalig     | Eigenart (Alter), Schönheit (Landschaftsbild)                                | Blattnummer: 221, Registernummer: B0151 |
| Direkt Bild zu diesem Denkmal hochladen | Eiche (Baum)                                    | Hennickendorf, vor der Kirche, Grünanlage; Flur 3, Flurstück 81 ()                                                             | ehemalig     | Schönheit (Ortsbild)                                                         | Blattnummer: 209, Registernummer: B0152 |
| BW                                      | Stieleiche (Quercus robur) (Baum)               | Hennickendorf, 0,7 km SW Kirche (am Trimm-Dich-Pfad); Flur 7, Flurstück 111, 141 (52° 9′ 37,1″ N, 13° 5′ 38,6″ O)              |              | Eigenart (Alter-weit ü. wirt. Nutzalter, Größe), Schönheit (Landschaftsbild) | Blattnummer: 155, Registernummer: B0154 |
| Direkt Bild zu diesem Denkmal hochladen | Eiche (Baum)                                    | Hennickendorf, 1,5 km NNO Kirche, Weg nach Stangenhagen; Flur 1, Flurstück 77 ()                                               | ehemalig     | Eigenart (Alter, Größe), Schönheit (Landschaftsbild)                         | Blattnummer: 162, Registernummer: B0557 |

### Findlinge
| Bild | Bezeichnung            | Lage                                                                           | Beschreibung | Schutzzweck                | Nummer                                 |
| ---- | ---------------------- | ------------------------------------------------------------------------------ | ------------ | -------------------------- | -------------------------------------- |
| BW   | Riesenstein (Findling) | Hennickendorf, SW Kirche; Flur 8, Flurstück 81 (52° 9′ 51,8″ N, 13° 6′ 2,2″ O) |              | naturgeschichtliche Gründe | Blattnummer: 14, Registernummer: F0574 |

### Naturdenkmale Nass
| Bild | Bezeichnung                        | Lage | Beschreibung | Schutzzweck                | Nummer                                 |
| ---- | ---------------------------------- | --- | ------------ | -------------------------- | -------------------------------------- |
| BW   | Lehmgrube Hennickendorf (Hohlform) | Hennickendorf, 1,0 km ONO Kirche, N Weg nach Märtensmühle; Flur 4, Flurstück 22 (52° 10′ 14,4″ N, 13° 6′ 48,8″ O) |              | naturgeschichtliche Gründe | Blattnummer: 61, Registernummer: N0352 |

## Holbeck

### Bäume
| Bild                                    | Bezeichnung                                 | Lage | Beschreibung                                   | Schutzzweck                                                                  | Nummer                                  |
| --------------------------------------- | ------------------------------------------- | --- | ---------------------------------------------- | ---------------------------------------------------------------------------- | --------------------------------------- |
| Direkt Bild zu diesem Denkmal hochladen | Eiche (Baum)                                | Holbeck, 0,9 km ONO Forsthaus; Flur 1, Flurstück 110 () | ehemalig                                       | Eigenart (Alter, Größe), Schönheit (Landschaftsbild)                         | Blattnummer: 212, Registernummer: B0155 |
| BW                                      | Stieleiche (Quercus robur) (Baum)           | Holbeck, 1,0 km N Forsthaus, Kreuzung Wirtschaftsweg nach Dümde - Alte Luckenwalder Straße, am Hollert-Graben; Flur 1, Flurstück 111 (52° 3′ 24,1″ N, 13° 16′ 59,8″ O) |                                                | Eigenart (Alter-weit ü. wirt. Nutzalter, Größe), Schönheit (Landschaftsbild) | Blattnummer: 159, Registernummer: B0156 |
| BW                                      | Waldkiefern (Pinus sylvestris) (Baumgruppe) | Holbeck, 1,2 km N Forsthaus, Stärtchen, Alte Luckenwalder Str.; Flur 3, Flurstück 13 (52° 3′ 32,7″ N, 13° 16′ 52,1″ O)                                                 | 2 Bäume (ursprünglich waren 3 Bäume geschützt) | Eigenart (Alter-weit ü. wirt. Nutzalter, Ausbildungsform)                    | Blattnummer: 160, Registernummer: B0157 |
| BW                                      | Stieleiche (Quercus robur) (Baum)           | Holbeck, 2,5 km N Ortsmitte, N Bahnlinie Jänickendorf-Zossen; Flur 4, Flurstück 132 (52° 4′ 17,9″ N, 13° 16′ 30,4″ O)                                                  |                                                | Eigenart (Alter, Größe), Schönheit (Landschaftsbild)                         | Blattnummer: 161, Registernummer: B0158 |
| Direkt Bild zu diesem Denkmal hochladen | Eichenallee Holbeck (Allee)                 | Holbeck, Straße nach Jänickendorf; Flur 2, Flurstück 36, 38, 37 () | ehemalig                                       | Eigenart (Alter, Ausbildungsform), Schönheit (Landschaftsbild)               | Blattnummer: 202, Registernummer: B0159 |
| Direkt Bild zu diesem Denkmal hochladen | Eichen (Baumreihe)                          | Holbeck, Straße nach Stülpe; Flur 1, Flurstück 7, 43, 52/2 () | ehemalig                                       | Schönheit (Landschaftsbild)                                                  | Blattnummer: 210, Registernummer: B0161 |

## Jänickendorf

### Bäume
| Bild                                    | Bezeichnung                                       | Lage                                                              | Beschreibung | Schutzzweck                                                                           | Nummer                                  |
| --------------------------------------- | ------------------------------------------------- | ----------------------------------------------------------------- | ------------ | ------------------------------------------------------------------------------------- | --------------------------------------- |
| Direkt Bild zu diesem Denkmal hochladen | Linde (Baum)                                      | Jänickendorf, vor Pfarrhaus; Flur 3, Flurstück 627 (hist. 268) () | ehemalig     | Eigenart (Alter), Schönheit (Ortsbild)                                                | Blattnummer: 227, Registernummer: B0162 |
| Direkt Bild zu diesem Denkmal hochladen | Blutbuche (Fagus sylvatica "Atropurpurea") (Baum) | Jänickendorf, vor Pfarrhaus; Flur 3, Flurstück 176/5 ()           |              | Eigenart (Alter, Größe), Schönheit (Ortsbild), wissenschaftliche Gründe (Dendrologie) | Blattnummer: 162, Registernummer: B0487 |

## Liebätz

### Bäume
| Bild                                    | Bezeichnung          | Lage                                        | Beschreibung | Schutzzweck                                        | Nummer                                  |
| --------------------------------------- | -------------------- | ------------------------------------------- | ------------ | -------------------------------------------------- | --------------------------------------- |
| Direkt Bild zu diesem Denkmal hochladen | Friedenslinde (Baum) | Liebätz, Kirche; Flur 2, Flurstück 44318 () | ehemalig     | Eigenart (Alter), Schönheit (Ortsbild), Seltenheit | Blattnummer: 232, Registernummer: B0166 |

## Lynow

### Bäume
| Bild                                    | Bezeichnung                                               | Lage                                                                                                  | Beschreibung                  | Schutzzweck                                                                             | Nummer                                  |
| --------------------------------------- | --------------------------------------------------------- | --- | ----------------------------- | --------------------------------------------------------------------------------------- | --------------------------------------- |
| Direkt Bild zu diesem Denkmal hochladen | Zwei Linden (Baumgruppe)                                  | Lynow, Ortsdurchfahrt, Nähe Gasthof (altes Forsthaus); Flur 2, Flurstück 93 ()                        | ehemalig                      | Eigenart (Alter), Schönheit (Ortsbild)                                                  | Blattnummer: 222, Registernummer: B0178 |
| BW                                      | Waldkiefer (Pinus sylvestris) (Relikt natürlicher Wälder) | Lynow, Merzdorf - Kirche, 2,3 km westnord-west; Flur 7, Flurstück 26 (52° 0′ 37,1″ N, 13° 23′ 7,6″ O) | unbestimmte Anzahl von Bäumen | Eigenart (Alter- weit ü. wirt. Nutzungsalter, Größe), Seltenheit (Bestandsgröße, Alter) | Blattnummer: 165, Registernummer: B0358 |
| Direkt Bild zu diesem Denkmal hochladen | Eichenallee (Allee)                                       | Lynow, 1,2 km N Dorfausgang, Weg zur Horstmühle; Flur 8, Flurstück 11, 10, 12 ()                      | ehemalig                      | Schönheit (Landschaftsbild)                                                             | Blattnummer: 200, Registernummer: B0376 |
| BW                                      | Stieleiche (Quercus robur) (Baumgruppe)                   | Lynow, S Ortsrand, Eichberge; Flur 5, Flurstück 12 (52° 2′ 39,6″ N, 13° 23′ 40,7″ O)                  | 3 Bäume                       | Eigenart (Alter, Größe, Ausbildungsform)                                                | Blattnummer: 167, Registernummer: B0534 |

### Findlinge
| Bild | Bezeichnung                | Lage | Beschreibung | Schutzzweck                | Nummer                                 |
| ---- | -------------------------- | --- | ------------ | -------------------------- | -------------------------------------- |
| BW   | Findling                   | Lynow, Merzdorf, 2,9 km NW Kirche, Jagen 215, SW Schützenberg; Flur 7, Flurstück 58 (52° 0′ 53,3″ N, 13° 22′ 40,7″ O) |              | naturgeschichtliche Gründe | Blattnummer: 16, Registernummer: F0592 |
| BW   | Findling (Am Weidebrunnen) | Lynow, 4,0 km S Friedhof, NW Merzdorf; Flur 7, Flurstück 27 (52° 0′ 41,2″ N, 13° 23′ 32,9″ O)                         |              | naturgeschichtliche Gründe | Blattnummer: 15, Registernummer: F0603 |

### Naturdenkmale Nass
| Bild | Bezeichnung               | Lage                                                                                        | Beschreibung | Schutzzweck                | Nummer                                 |
| ---- | ------------------------- | ------------------------------------------------------------------------------------------- | ------------ | -------------------------- | -------------------------------------- |
| BW   | Lynower Moorwiesen (Moor) | Lynow, 0,9 km WNW Friedhof; Flur 2, Flurstück 11, 12, 13/2 (52° 3′ 1,7″ N, 13° 22′ 42,2″ O) |              | naturgeschichtliche Gründe | Blattnummer: 62, Registernummer: N0353 |

## Märtensmühle

### Naturdenkmale Nass
| Bild | Bezeichnung                      | Lage                                                                                               | Beschreibung | Schutzzweck                 | Nummer                                 |
| ---- | -------------------------------- | -------------------------------------------------------------------------------------------------- | ------------ | --------------------------- | -------------------------------------- |
| BW   | Nuthe-Altarm (Moor, Feuchtwiese) | Märtensmühle, 0,6 km NO Ortsrand, W Nuthe; Flur 3, Flurstück 103 (52° 10′ 4,5″ N, 13° 11′ 45,1″ O) |              | Erdgeschichtliche Bedeutung | Blattnummer: 64 Registernummer: N0305  |
| BW   | Nuthe-Altarm (Moor, Feuchtwiese) | Märtensmühle, 0,2 km O Ortsrand, O Nuthe; Flur 3, Flurstück 171 (52° 9′ 51,8″ N, 13° 11′ 41,6″ O)  |              | Erdgeschichtliche Bedeutung | Blattnummer: 63, Registernummer: N0307 |

## Nettgendorf

### Bäume
| Bild                           | Bezeichnung  | Lage                                                                                      | Beschreibung | Schutzzweck                                   | Nummer                                  |
| ------------------------------ | ------------ | ----------------------------------------------------------------------------------------- | ------------ | --------------------------------------------- | --------------------------------------- |
| Weitere Bilder Fotos hochladen | Eiche (Baum) | Nettgendorf, Ortsmitte; Flur 2, Flurstück 161 (hist. 120) (52° 9′ 4,7″ N, 13° 2′ 59,7″ O) | ehemalig     | Eigenart (Alter, Größe), Schönheit (Ortsbild) | Blattnummer: 235, Registernummer: B0179 |

### Naturdenkmale Nass
| Bild | Bezeichnung                            | Lage | Beschreibung | Schutzzweck                                                | Nummer                                 |
| ---- | -------------------------------------- | --- | ------------ | ---------------------------------------------------------- | -------------------------------------- |
| BW   | Torfstiche Dobbrikow (Feuchtwiese)     | Nettgendorf, Dobbrikow, 1,0 km WSW Kirche, O Straße nach Nettgendorf; Flur 3, Flurstück 130 (histor. 31) (52° 9′ 17,9″ N, 13° 3′ 27,7″ O) |              | Erdgeschichtliche Bedeutung, Naturgeschichtliche Bedeutung | Blattnummer: 65, Registernummer: N0035 |
| BW   | Dobbrikower Wiesen (Moor, Feuchtwiese) | Nettgendorf, Dobbrikow, 1,0 km WSW Kirche, W Straße nach Nettgendorf; Flur 3, Flurstück 4/2, 5-7 (52° 9′ 20,9″ N, 13° 3′ 17,1″ O)         |              | Erdgeschichtliche Bedeutung, Naturgeschichtliche Bedeutung | Blattnummer: 66, Registernummer: N0321 |

## Ruhlsdorf

### Naturdenkmale Nass
| Bild | Bezeichnung                   | Lage | Beschreibung | Schutzzweck                                                | Nummer                                 |
| ---- | ----------------------------- | --- | ------------ | ---------------------------------------------------------- | -------------------------------------- |
| BW   | Blankes Luch (Hohlform, Moor) | Ruhlsdorf, 1,2 km NOO Kirche, an der Straße nach Liebätz; Flur 5, Flurstück 31, 45-47, 90, 92, 94, 96, 98 (52° 8′ 14,5″ N, 13° 10′ 32,6″ O) |              | Erdgeschichtliche Bedeutung, Naturgeschichtliche Bedeutung | Blattnummer: 67, Registernummer: N0302 |

## Scharfenbrück

### Bäume
| Bild                                    | Bezeichnung                                  | Lage | Beschreibung       | Schutzzweck                                                              | Nummer                                  |
| --------------------------------------- | -------------------------------------------- | --- | ------------------ | ------------------------------------------------------------------------ | --------------------------------------- |
| BW                                      | Stieleiche (Quercus robur) (Baum)            | Scharfenbrück, Schöneweide, 0,9 km W Kirche, 0,4 km SW Straße nach Scharfenbrück am Weg; Flur 2 und 3, Flurstück 522 und 163 (52° 6′ 30,9″ N, 13° 15′ 30,5″ O) |                    | Eigenart (Alter, Größe, Ausbildungsform), Schönheit (Landschaftsbild)    | Blattnummer: 170, Registernummer: B0001 |
| Direkt Bild zu diesem Denkmal hochladen | Eiche (Baum)                                 | Scharfenbrück, 0,2 km SO Mühlenfließbrücke, Gutspark, Rand eines ausgetrockneten Grabens; Flur 2, Flurstück 424 ()                                             | ehemalig           | Eigenart (Alter, Größe), Schönheit (Landschaftsbild)                     | Blattnummer: 223, Registernummer: B0180 |
| Direkt Bild zu diesem Denkmal hochladen | Hainbuche (Baum)                             | Scharfenbrück, 0,15 km OSO Mühlenfließbrücke, Gutspark; Flur 2, Flurstück 451 ()                                                                               | ehemalig           | Eigenart (Alter, Größe, Ausbildungsform), Schönheit (Landschaftsbild)    | Blattnummer: 228, Registernummer: B0181 |
| Direkt Bild zu diesem Denkmal hochladen | Eiche (Baum)                                 | Scharfenbrück, 1,1 km SO Schweinefließbrücke, Nähe Forsthaus Rauhbusch, S Straße nach Schöneweide; Flur 2, Flurstück 71 ()                                     | ehemalig           | Eigenart (Alter, Größe), Schönheit (Landschaftsbild)                     | Blattnummer: 224, Registernummer: B0182 |
| BW                                      | Eichenallee (Allee)                          | Scharfenbrück, 1,1 km SSO Schweinefließbrücke, O Hammerfließ; Flur 2, Flurstück 348 (52° 6′ 41,7″ N, 13° 14′ 45,3″ O)                                          | 32 Bäume, ehemalig | Eigenart (Alter), Schönheit (Landschaftsbild)                            | Blattnummer: 226, Registernummer: B0183 |
| BW                                      | Tanzlinde Winterlinde (Tilia cordata) (Baum) | Scharfenbrück, Ortsmitte, gegenüber Haus Nr. 42; Flur 2, Flurstück 132 (52° 7′ 3,9″ N, 13° 14′ 6,3″ O)                                                         | Tanzlinde          | Eigenart (Alter, Größe), Schönheit (Ortsbild), Landeskundliche Bedeutung | Blattnummer: 169, Registernummer: B0558 |

### Findlinge
| Bild | Bezeichnung | Lage                                                                                       | Beschreibung | Schutzzweck                                                | Nummer                                 |
| ---- | ----------- | ------------------------------------------------------------------------------------------ | ------------ | ---------------------------------------------------------- | -------------------------------------- |
| BW   | Findling    | Scharfenbrück, 0,3 km NW Ortsmitte; Flur 1, Flurstück 246 (52° 7′ 12,7″ N, 13° 14′ 0,3″ O) |              | Erdgeschichtliche Bedeutung, Naturgeschichtliche Bedeutung | Blattnummer: 16, Registernummer: F0559 |

## Schöneweide

### Bäume
| Bild                                    | Bezeichnung         | Lage                                                                                                | Beschreibung            | Schutzzweck                                          | Nummer                                  |
| --------------------------------------- | ------------------- | --------------------------------------------------------------------------------------------------- | ----------------------- | ---------------------------------------------------- | --------------------------------------- |
| Direkt Bild zu diesem Denkmal hochladen | Eichen (Baumgruppe) | Schöneweide, 4,1 km N Kirche, NW-Grenze Flugplatz Sperenberg; Flur 13, Flurstück 29, 30 (hist.1) () | ehemalig                | Eigenart (Alter), Seltenheit (lokal)                 | Blattnummer: 225, Registernummer: B0185 |
| Direkt Bild zu diesem Denkmal hochladen | Eichenallee (Allee) | Schöneweide, Scharfenbrück, NO Ortsrand am Waldrand; Flur 8, Flurstück 47/2 ()                      | ehemalig, ca. 100 Bäume | Eigenart (Alter), Schönheit (Landschaftsbild)        | Blattnummer: 163, Registernummer: B0563 |
| Direkt Bild zu diesem Denkmal hochladen | Eiche (Baum)        | Schöneweide, Wiesenhagen, 1,3 km W Ortsrand, 0,4 km N Forsthaus; Flur 9, Flurstück 3 ()             | ehemalig                | Eigenart (Alter, Größe), Schönheit (Landschaftsbild) | Blattnummer: 183, Registernummer: B0883 |
| Direkt Bild zu diesem Denkmal hochladen | Buche (Baum)        | Schöneweide, Alexanderdorf, 0,5 km NW Försterei; Flur 11, Flurstück 38, 37 ()                       | ehemalig                | Eigenart (Alter, Größe)                              | Blattnummer: 184, Registernummer: B0884 |

### Naturdenkmale Nass
| Bild | Bezeichnung                       | Lage | Beschreibung | Schutzzweck                                                | Nummer                                 |
| ---- | --------------------------------- | --- | ------------ | ---------------------------------------------------------- | -------------------------------------- |
| BW   | Scharfenbrücker Torfstiche (Moor) | Schöneweide, 1,9 km N Kirche; Flur 7, Flurstück 21, 22 (52° 7′ 31,1″ N, 13° 16′ 9,1″ O)                                                 |              | Erdgeschichtliche Bedeutung, Naturgeschichtliche Bedeutung | Blattnummer: 70, Registernummer: N0075 |
| BW   | Breites Luch (Hohlform, Moor)     | Schöneweide, 2,6 km NO Kirche (SO Flugplatz Sperenberg); Flur 7, Flurstück 101, 103, 142 (52° 7′ 53,6″ N, 13° 16′ 59,9″ O)              |              | Erdgeschichtliche Bedeutung, Naturgeschichtliche Bedeutung | Blattnummer: 69, Registernummer: N0303 |
| BW   | Schmales Luch (Hohlform, Moor)    | Schöneweide, 4,2 km NW Kirche, 0,9 km O Str. Woltersdorf - Wiesenhagen; Flur 10, Flurstück 15/2, 32/1 (52° 8′ 37,9″ N, 13° 14′ 49,6″ O) |              | Erdgeschichtliche Bedeutung, Naturgeschichtliche Bedeutung | Blattnummer: 68, Registernummer: N0308 |

## Stülpe

### Bäume
| Bild                                    | Bezeichnung                                                   | Lage | Beschreibung | Schutzzweck                                                                                     | Nummer                                  |
| --------------------------------------- | ------------------------------------------------------------- | --- | ------------ | ----------------------------------------------------------------------------------------------- | --------------------------------------- |
| Direkt Bild zu diesem Denkmal hochladen | Buche (Baum)                                                  | Stülpe, 0,8 km WNW Kirche, SW Schloss; Flur 2, Flurstück 52 ()                                                                                   | ehemalig     | Eigenart (Alter), Schönheit (Landschaftsbild)                                                   | Blattnummer: 215, Registernummer: B0004 |
| Direkt Bild zu diesem Denkmal hochladen | Kastanie (Baum)                                               | Stülpe, Merzdorfer Str. 7, Dorfanger; Flur 1, Flurstück 177 (hist. 41) ()                                                                        | ehemalig     | Eigenart (Alter), Schönheit (Ortsbild)                                                          | Blattnummer: 230, Registernummer: B0186 |
| BW                                      | Zwei Stieleichen (Quercus robur) (Baumgruppe)                 | Stülpe, am Spielplatz; Flur 2, Flurstück 82, 83/1 (52° 2′ 51,9″ N, 13° 19′ 7,3″ O)                                                               |              | Eigenart (Ausbildungsform), Schönheit (Ortsbild)                                                | Blattnummer: 192, Registernummer: B0187 |
| Direkt Bild zu diesem Denkmal hochladen | Eichen (Baumreihe)                                            | Stülpe, 0,9 km NNW Kirche, Stärtchenweg zwischen Stülper Park und Stärtchen; Flur 2 bzw. 1, Flurstück 18, 50, 51/2 bzw. 113 ()                   | ehemalig     | Eigenart (Alter), Schönheit (Landschaftsbild)                                                   | Blattnummer: 231, Registernummer: B0188 |
| BW                                      | Schlitzblättrige Buche (Fagus sylvatica Rohanii) (Baumgruppe) | Stülpe, Park; Flur 2, Flurstück 56/4 (52° 3′ 1,9″ N, 13° 19′ 3,1″ O)                                                                             |              | Eigenart (Alter, Größe), Schönheit (Landschaftsbild), Wissenschaftliche Bedeutung (Dendrologie) | Blattnummer: 180, Registernummer: B0189 |
| Direkt Bild zu diesem Denkmal hochladen | Fünf Eichen (Baumgruppe)                                      | Stülpe, Park, auf Wall rings um Park (Wildteil); Flur 2, Flurstück 55/2, 56/4, 52, 54/2 ()                                                       | ehemalig     | Eigenart (Alter, Größe)                                                                         | Blattnummer: 234, Registernummer: B0190 |
| BW                                      | Stieleiche (Quercus robur) (Baum)                             | Stülpe, Park, Waldteil (Espenberg); Flur 2, Flurstück 52 (52° 3′ 1,2″ N, 13° 18′ 41,5″ O)                                                        |              | Eigenart (Alter, Größe)                                                                         | Blattnummer: 187, Registernummer: B0191 |
| BW                                      | Stieleiche (Quercus robur) (Baum)                             | Stülpe, 0,9 km NNW Kirche, Weg zum Schloss, 1. Baum der Allee (mit Grabstein am Stammfuß); Flur 2, Flurstück 52 (52° 3′ 2,4″ N, 13° 18′ 39,6″ O) |              | Eigenart (Alter, Größe), Schönheit (Ortsbild, Landschaftsbild)                                  | Blattnummer: 185, Registernummer: B0192 |
| BW                                      | Winterlinde (Tilia cordata) (Baum)                            | Stülpe, 0,8 km N Kirche, N Ortsausgang; Flur 3, Flurstück 182/5 (52° 3′ 12,4″ N, 13° 19′ 19,2″ O)                                                |              | Eigenart (Alter, Größe, Ausbildungsform), Schönheit (Ortsbild, Landschaftsbild)                 | Blattnummer: 179, Registernummer: B0193 |
| BW                                      | Dorflinde Schmielickendorf Winterlinde (Tilia cordata) (Baum) | Stülpe, 5,3 km SW Kirche, ehem. Ortslage Schmielickendorf; Flur 11, Flurstück 41 (52° 0′ 33,3″ N, 13° 16′ 30,3″ O)                               |              | Eigenart (Alter), Landeskundliche Bedeutung                                                     | Blattnummer: 190, Registernummer: B0537 |
| BW                                      | Traubeneiche (Quercus petrea) (Baum)                          | Stülpe, 3,7 km SSO Kirche, Golmberg, W Gipfel neben altem Holzturm; Flur 7, Flurstück 94, 111, 113 (52° 0′ 56,3″ N, 13° 20′ 31,2″ O)             |              | Eigenart (Alter, Größe), Seltenheit (lokal)                                                     | Blattnummer: 189, Registernummer: B0538 |
| BW                                      | Stieleiche (Quercus robur) (Baum)                             | Stülpe, Nähe Ambulatorium, Sandstr. 20 (Grundstück F.Gebuhr); Flur 2, Flurstück 217 (52° 2′ 51,6″ N, 13° 19′ 5,5″ O)                             |              | Eigenart (Alter, Größe, Ausbildungsform), Schönheit (Ortsbild)                                  | Blattnummer: 181, Registernummer: B0564 |
| Fotos hochladen                         | Stieleiche (Quercus robur) (Baum)                             | Stülpe, Kastanienweg; Flur 2, Flurstück 65/1 (52° 2′ 53,7″ N, 13° 19′ 3,7″ O)                                                                    |              | Eigenart (Alter, Größe, Ausbildungsform), Schönheit (Ortsbild)                                  | Blattnummer: 182, Registernummer: B0565 |
| BW                                      | Eichenallee (Stieleiche (Quercus robur) (Allee))              | Stülpe, zwischen Ortslage und Stülper Park; Flur 2, Flurstück 64, 194 (52° 2′ 57,8″ N, 13° 19′ 7,2″ O)                                           | 39 Bäume     | Schönheit (Landschaftsbild), Landeskundliche Bedeutung                                          | Blattnummer: 183, Registernummer: B0566 |
| Direkt Bild zu diesem Denkmal hochladen | Eiche (Baum)                                                  | Stülpe, Lynow, 0,3 km S Friedhof; Flur 14, Flurstück 466, 467 ()                                                                                 | ehemalig     | Eigenart (Alter), Schönheit (Landschaftsbild)                                                   | Blattnummer: 189, Registernummer: B0889 |

### Findlinge
| Bild | Bezeichnung                                            | Lage | Beschreibung                  | Schutzzweck                                                                  | Nummer                                  |
| ---- | ------------------------------------------------------ | --- | ----------------------------- | ---------------------------------------------------------------------------- | --------------------------------------- |
| BW   | Rotbuche (Fagus sylvatica) (Relikt natürlicher Wälder) | Stülpe, 3,7 km SSO Kirche, N Golm; Flur 7, Flurstück 11 (52° 1′ 0,2″ N, 13° 20′ 34,9″ O)                                             | unbestimmte Anzahl von Bäumen | naturgeschichtliche Gründe (wahrscheinlich autochthoner Bestand)             | Blattnummer: 191, Registernummer: B0356 |
| BW   | Findling (Am Spitzen Stein - Weg)                      | Stülpe, 3,9 km SSW Kirche, am Spitzen Stein Weg; Flur 8, Flurstück 27 (52° 0′ 50,9″ N, 13° 17′ 56,2″ O)                              |                               | Erdgeschichtliche Bedeutung, Naturgeschichtliche Bedeutung                   | Blattnummer: 18, Registernummer: F0577  |
| BW   | Findling (Am Wildsuhlenstein)                          | Stülpe, 5,5 km SSW Kirche; Flur 11, Flurstück 9 (52° 0′ 1,1″ N, 13° 17′ 45,1″ O)                                                     |                               | Erdgeschichtliche Bedeutung, Naturgeschichtliche Bedeutung                   | Blattnummer: 19, Registernummer: F0579  |
| BW   | Wildsuhlenstein (Findling)                             | Stülpe, Charlottenfelde, 1,8 km NNW Ortsrand; Flur 11, Flurstück 8 (52° 0′ 2,5″ N, 13° 17′ 33,3″ O)                                  |                               | Erdgeschichtliche Bedeutung, Naturgeschichtliche Bedeutung                   | Blattnummer: 19, Registernummer: F0581  |
| BW   | Kanzelstein (Findling)                                 | Stülpe, 3,9 km SSO Kirche, 0,45 km SSO Golmkuppe; Flur 7, Flurstück 115 (52° 0′ 51,5″ N, 13° 20′ 48,1″ O)                            |                               | Erdgeschichtliche Bedeutung, Naturgeschichtliche Bedeutung                   | Blattnummer: 20, Registernummer: F0582  |
| BW   | Findling                                               | Stülpe, 4,0 km SSO Kirche, S Golm, an der Poststraße; Flur 7, Flurstück 113 (52° 0′ 44,6″ N, 13° 20′ 24,8″ O)                        |                               | Erdgeschichtliche Bedeutung, Naturgeschichtliche Bedeutung                   | Blattnummer: 24, Registernummer: F0586  |
| BW   | Spitzer Stein (Findling)                               | Stülpe, 3,6 km SSW Kirche; Flur 8, Flurstück 27 (52° 1′ 0,7″ N, 13° 18′ 9,7″ O)                                                      |                               | Eigenart (Größe), Erdgeschichtliche Bedeutung, Naturgeschichtliche Bedeutung | Blattnummer: 22, Registernummer: F0587  |
| BW   | Findling                                               | Stülpe, 2,9 km SSO Kirche, 0,95 km NW Golmberg, an der ehemaligen Magistrale; Flur 7, Flurstück 111 (52° 1′ 21,2″ N, 13° 20′ 2,1″ O) |                               | Erdgeschichtliche Bedeutung, Naturgeschichtliche Bedeutung                   | Blattnummer: 23, Registernummer: F0605  |

### Naturdenkmale Nass
| Bild | Bezeichnung                   | Lage                                                                                                   | Beschreibung | Schutzzweck                                                                       | Nummer                                 |
| ---- | ----------------------------- | --- | ------------ | --------------------------------------------------------------------------------- | -------------------------------------- |
| BW   | Golmberg-Quelle (Quellgebiet) | Stülpe, 3,2 km SO Kirche, NNO Golm; Flur 7, Flurstück 112 (hist. 91) (52° 1′ 20,9″ N, 13° 20′ 47,9″ O) |              | Seltenheit (regional), Erdgeschichtliche Bedeutung, Naturgeschichtliche Bedeutung | Blattnummer: 71, Registernummer: N0090 |

## Woltersdorf

### Bäume
| Bild                                    | Bezeichnung                                                        | Lage | Beschreibung       | Schutzzweck                                                       | Nummer                                  |
| --------------------------------------- | ------------------------------------------------------------------ | --- | ------------------ | ----------------------------------------------------------------- | --------------------------------------- |
| BW                                      | Stieleiche (Quercus robur) und Feldulme (Ulmus minor) (Baumgruppe) | Woltersdorf, Gottow - Luckenwalde, Brücke über Eiserbach; Flur 9, Flurstück 18, 68, 105 (52° 4′ 20,1″ N, 13° 14′ 16,2″ O)                                | ehemalig           | Eigenart (Alter), Seltenheit                                      | Blattnummer: 196, Registernummer: B0194 |
| BW                                      | Stieleiche (Quercus robur) (Baum)                                  | Woltersdorf, Jänickendorf, 2,4 km N Kirche, W Eiserbach; Flur 7, Flurstück 249 (52° 4′ 36,7″ N, 13° 14′ 1,8″ O)                                          |                    | Eigenart (Alter, Größe)                                           | Blattnummer: 194, Registernummer: B0195 |
| Direkt Bild zu diesem Denkmal hochladen | Eiche (Baum)                                                       | Woltersdorf, Jänickendorf, 1,7 km NW Kirche, Str. nach Luckenwalde, Einfahrt Forstbaumschule; Flur 10, Flurstück 22/11, 20 ()                            | ehemalig           | Eigenart (Alter, Größe)                                           | Blattnummer: 174, Registernummer: B0196 |
| BW                                      | Stieleiche (Quercus robur) (Baum)                                  | Woltersdorf, Hammerfließbrücke, Weg S des Schlangenberges; Flur 8, Flurstück 92 (52° 4′ 18,4″ N, 13° 16′ 17,9″ O)                                        |                    | Eigenart (Alter, Größe)                                           | Blattnummer: 198, Registernummer: B0197 |
| Direkt Bild zu diesem Denkmal hochladen | Eiche (Baum)                                                       | Woltersdorf, Jänickendorf, 0,7 km W Kirche, Abt.:19a1; Flur 10, Flurstück 49 ()                                                                          | ehemalig           | Eigenart (Alter, Größe)                                           | Blattnummer: 166, Registernummer: B0568 |
| BW                                      | Traubeneiche (Quercus petrea) (Baumgruppe)                         | Woltersdorf, Jänickendorf, 1,9 km NNO Kirche, Dünenzug O Eiserbachbrücke; Flur 9, Flurstück 105 (52° 4′ 15,7″ N, 13° 14′ 29,3″ O)                        | ehemalig, 16 Bäume | Naturgeschichtliche Bedeutung                                     | Blattnummer: 199, Registernummer: B0570 |
| BW                                      | Stieleiche (Quercus robur) (Baum)                                  | Woltersdorf, Gottow, 0,2 km W Ortsausgang, Str. nach Luckenwalde, Kreuzung mit Waldweg; Flur 8, Flurstück 80, 143, 145 (52° 5′ 14,4″ N, 13° 15′ 30,4″ O) |                    | Eigenart (Alter, Größe, Ausbildungsform)                          | Blattnummer: 195, Registernummer: B0571 |
| BW                                      | Waldkiefer (Pinus sylvestris) (Baumgruppe)                         | Woltersdorf, Liebätz, 2,9 km WNW Kirche, Wegrand O am Krummen Luch; Flur 2, Flurstück (52° 9′ 24,8″ N, 13° 9′ 14,2″ O)                                   | 3 Bäume            | Eigenart (Alter, Größe)                                           | Blattnummer: 200, Registernummer: B0573 |
| Direkt Bild zu diesem Denkmal hochladen | Eiche (Baum)                                                       | Woltersdorf, Eiserbach, 0,32 km O Ort links des Weges nach Gottow; Flur 9, Flurstück 69 (hist. 17) ()                                                    | ehemalig           | Eigenart (Alter), Schönheit (Landschaftsbild), Seltenheit (lokal) | Blattnummer: 182, Registernummer: B0882 |

### Naturdenkmale Nass
| Bild | Bezeichnung                      | Lage | Beschreibung | Schutzzweck                                                | Nummer                                 |
| ---- | -------------------------------- | --- | ------------ | ---------------------------------------------------------- | -------------------------------------- |
| BW   | Poratenluch (Hohlform, Moor)     | Woltersdorf, Ruhlsdorf, 1,5 km N Kirche; Flur 6, Flurstück 3, 107, 108 (52° 8′ 25,9″ N, 13° 10′ 10,9″ O) |              | Erdgeschichtliche Bedeutung, Naturgeschichtliche Bedeutung | Blattnummer: 72, Registernummer: N0078 |
| BW   | Eiserbach (Natürlicher Bachlauf) | Gottow und Woltersdorf, Luckenwalde, 3,5 km O Marktturm; Flur 5 und 7; 9, Flurstück36, 39, 159, 162, 163, 165, 168, 182, 184, 185 und 20, 22-26, 48-54, 108/1, 108/2, 229-232, 249-252, 263-266, 268, 295, 297; 18, 20, 68, 69, 74, 105 (52° 5′ 21,7″ N, 13° 13′ 31,8″ O) |              | Erdgeschichtliche Bedeutung, Naturgeschichtliche Bedeutung | Blattnummer: 60, Registernummer: N0093 |

## Zülichendorf

### Bäume
| Bild                                    | Bezeichnung                       | Lage | Beschreibung | Schutzzweck                                                    | Nummer                                  |
| --------------------------------------- | --------------------------------- | --- | ------------ | -------------------------------------------------------------- | --------------------------------------- |
| Direkt Bild zu diesem Denkmal hochladen | Ulme (Baum)                       | Zülichendorf, 1,8 km WSW Ortsrand, Zülichendorfer Busch; Flur 6, Flurstück 33 ()                                 | ehemalig     | Eigenart (Alter), Seltenheit                                   | Blattnummer: 172, Registernummer: B0201 |
| BW                                      | Flatterulme (Ulmus laevis) (Baum) | Zülichendorf, 1,9 km WSW Ortsrand, Zülichendorfer Busch; Flur 6, Flurstück 122 (52° 6′ 48,1″ N, 12° 59′ 26,7″ O) |              | Eigenart (Alter), Seltenheit                                   | Blattnummer: 203, Registernummer: B0202 |
| Direkt Bild zu diesem Denkmal hochladen | Ulme (Baum)                       | Zülichendorf, 2,2 km W Ortsrand, Zülichendorfer Busch, O Kreisstraße; Flur 6, Flurstück 39 ()                    | ehemalig     | Eigenart (Alter), Seltenheit                                   | Blattnummer: 170, Registernummer: B0203 |
| Direkt Bild zu diesem Denkmal hochladen | Ulme (Baum)                       | Zülichendorf, 1,5 km WSW Ortsrand, Zülichendorfer Busch; Flur 6, Flurstück 58 ()                                 | ehemalig     | Eigenart (Alter), Seltenheit                                   | Blattnummer: 159, Registernummer: B0204 |
| Direkt Bild zu diesem Denkmal hochladen | Zwillings-Eiche (Baum)            | Zülichendorf, 1,3 km WSW Ortsrand, Felgentreuer Busch Nr. 8, O Plattenweg; Flur 5, Flurstück 14 ()               | ehemalig     | Eigenart (Alter, Ausbildungsform), Schönheit (Landschaftsbild) | Blattnummer: 158, Registernummer: B0206 |